# Leichtner Erzsébet
Leichtner Erzsébet (Zólyom, 1915. október 14. – 2005) fotóművész, fotográfus.

## Életútja
Leichtner Dániel és Kreisler Ilona leányaként született. Érettségi után Angelo (Funk Pál) műtermében tanult fényképészetet. Az 1930-as években táncfotókat készített, ami akkoriban nagy kihívás volt, hiszen ahhoz, hogy jó kép készüljön, épp a mozdulat (pl. ugrás) holtpontján kellett exponálni. Saját műterme a Budapest, Andrássy út 52-ben volt. Művészi pályája a körülmények miatt nem teljesedhetett ki: a második világháború, majd később az államosítások miatt fel kellett adnia karrierjét. Alkalmazott fotós lett a Lakótervnél, ahol számos építkezést fotózott. A Linhof-technikát is alkalmazta.
Első férje a nála 11 évvel idősebb Weisz Béla magántisztviselő volt, akivel 1937. június 22-én Budapesten kötött házasságot, 1942-ben elváltak. 1944-ben hozzáment dr. Illyés Lajos (1913–1959) orvoshoz, akivel annak haláláig voltak házasok.